# Ryszard Gabryś
Ryszard Gabryś (* 2. prosince 1942, Goleszów) je polský hudební skladatel, pedagog a hudební teoretik. Jeho působení je spjato především s regionem Horního Slezska.
Působil na Hudební akademii v Katovicích (Akademia Muzyczna w Katowicach) a na těšínské pobočce Slezské univerzity (Uniwersytet Śląski – filia w Cieszynie).
Jeho synem je Aleksander Gabryś.